# تاریخ نامیبیا

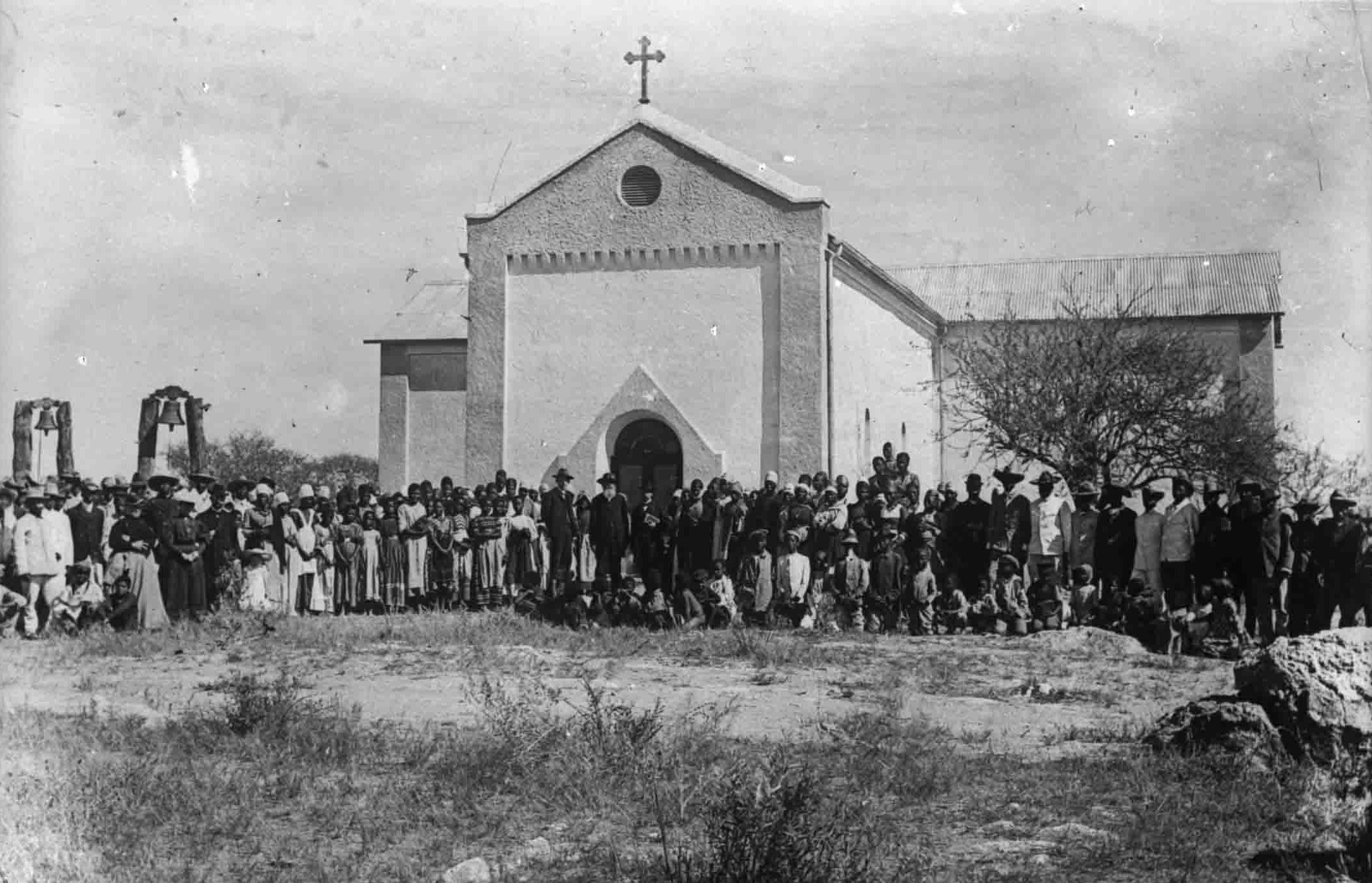

تاریخ نامبیا (به انگلیسی: History of Namibia) بررسی رویدادها و وقایع پیش آمده در محدوده جغرافیایی نامیبیای کنونی است.

## تاریخ
نزدیک به ۲۰۰۰ سال پیش، نامیبیای فعلی زیستگاه قوم سان بود، پس از آن قوم هررو که به زبان بانتو تکلم می‌کردند در سال ۱۶۰۰ میلادی به نامیبیا مهاجرت کردند. امروزه بیشتر نژاد کشور نامیبیا را قوم اووامبو تشکیل می‌دهند که در سال ۱۸۰۰ میلادی به نامیبیا مهاجرت کردند.

آفریقای جنوب باختری آلمان

در اواخر قرن ۱۵ میلادی، دریانورد پرتغالی، بارتولومو دیاز اولین اروپایی‌ای که از نامیبیا دیدن کرد لقب گرفت. کشور نامیبیا پیش از این آفریقای جنوب غربی نام داشت. این منطقه در سال ۱۸۸۴ به مستعمرهٔ آلمان تبدیل شد، بین سال‌های ۱۹۰۴ تا ۱۹۰۸ نیروهای آلمانی دهها هزار تن از قبیلهٔ هررو را قتل‌عام کردند، آنها به این دلیل کشته شدند که علیه استعمار آلمان قیام کرده بودند.
در سال ۱۹۱۵ و درگیر بودن آلمان در جنگ جهانی اول، آفریقای جنوبی از فرصت استفاده کرد و نامیبیا را تحت تسلط خود در آورد. در سال ۱۹۲۱ میلادی، نامیبیا به عنوان منطقهٔ تحت قیومیت اتحادیهٔ ملل به آفریقای جنوبی واگذار شد. به محض انحلال اتحادیهٔ ملل در سال ۱۹۴۶ میلادی، آفریقای جنوبی از پذیرفتن استرداد نامیبیا به سازمان ملل و پس دادن نامیبیا که توسط اتحادیهٔ ملل به ودیعه به این کشور سپرده شده بود، سر باز زد.
گروه جدایی‌طلب مارکسیست سیاه، تحت عنوان سازمان خلق آفریقای جنوب غربی که به اختصار سواپو (SWAPO) خوانده می‌شد، در سال ۱۹۶۰ تشکیل شد، هدف این گروه کوچک مقیاس شورشی، کمک به دستیابی این کشور به استقلال بود. در سال ۱۹۶۶ سازمان ملل بار دیگر به آفریقای جنوبی هشدار داد که از این منطقه صرفنظر کند، اما باز هم آفریقای جنوبی زیر بار نرفت.
در سال ۱۹۷۴ و بنا به قطعنامهٔ سازمان ملل متحد مبنی بر الزام انتقال قدرت نامیبیا از طرف آفریقای جنوبی به سازمان ملل تاکید کرد. نخست وزیر وقت آفریقای جنوبی، بالتازار ورستر این قطعنامه را رد کرد، ورستر اعلام کرد دولتش آمادهٔ مذاکره برای استقلال نامیبیا است ولی نه با سواپو. چندی بعد سازمان ملل سواپو را به عنوان نمایندهٔ مشروع مردم نامیبیا به رسمیت شناخت. در سال ۱۹۸۵ و بعد از براندازی دولت و برچیده شدن نظام آپارتاید و چندنژادی شدن کشور در آفریقای جنوبی و نصب دولت جدید در این کشور، عاقبت در سال ۱۹۸۸، آفریقای جنوبی با طرح استقلال نامیبیا موافقت کرد.